# حاوية شحن معزولة
حاويات الشّحن المعزولة هي نوع من التعبئة تستخدم لشحن المنتجات الحسّاسة لدرجة الحرارة مثل الأطعمة، الأدوية، والمواد الكيميائيّة. وهي تستخدم كجزء من سلسلة التّبريد للمساعدة في الحفاظ على نضارة المنتج وفعاليّته.المصطلح يمكن أن يشير أيضاً إلى حاويات العزل الحراري أو أجسام التبادل المعزولة.

## البناء
حاوية الشحن المعزولة قد تكون مصنوعة من:
1. قارورة تفريغ، مشابهة لزجاجة «ترمس»
2. أغطية حراريّة مصنّعة أو بطانة
3. رغوة متعدد الستيرين المصبوبة الموسّعة (EPS، ستيروفوم، الخ)، مشابهة للمبردة
4. الرغوات المصبوبة الأخرى مثل بولي يوريثان، متعدد الإيثيلين، الخ
5. أوراق من البلاستيك المرغّى
6. مواد عاكسة:(غشاء مكسو بالمعدن، الخ)
7. غلاف فقاعة أو لوحات أخرى ملأى بالغاز
8. مواد تغليف وتراكيب أخرى

صمّم بعضها للاستخدام مرّة واحدة في حين أنّ البعض الآخر قابل للإرجاع لإعادة الاستخدام.يتمّ إرسال بعض الحاويات الفارغة إلى الشّاحن لتفكيكها أو «تخريبها»، تجميعها واستخدامها، ثم تفكيكها مرّة أخرى لتسهيل إعادة الشّحن.

## الاستخدام
حاويات الشحن المعزولة هي جزء من سلسلة التبريد الشاملة الّتي تسيطر وتوثّقدرجة حرارة المنتج خلال دورة التّوزيع بأكملها.يمكن استخدام الحاويات مع مبرّد أو محلول التبريد مثل:
- كتلة أو مكعّب جليد، جليد طيني، الخ
- ثلج جاف
- هلام أو عبوات ثلج (تصاغ غالباً لنطاقات درجة حرارة معيّنة)
- بعض المنتجات (مثل اللحوم المجمدة) لها كتلة حرارية كافية للمساهمة في السيطرة على درجة الحرارة
- الخ

مسجل بيانات درجة الحرارة أو مؤشر الحرارة الزمني يرفق غالباً لمراقبة درجة الحرارة داخل لحاوية لكامل شحنتها.
العلامات والتوثيق الملائم (داخلي أو خارجي) عادة ما تكون مطلوبة.
الموظّفون في كافّة أنحاء السلسلة الباردة من الضّروري أن يكونوا مدركين للعالجة والتّوثيق الخاص المطلوبة لبعض الشحنات المسيطر عليها.في بعض المنتجات المنظّمة، الوثائق الكاملة تكون مطلوبة.

## التصميم والتقييم
استخدام المنتجات «من الرّف» الشحونة بالحاويات المعزولة لا تضمن بالضّرورة الأداء المناسب.هناك عدّة عوامل يجب الأخذ بها:
- حساسيّة المنتج لدرجات الحرارة (العالية والمنخفضة) وللتوقيت في درجات الحرارة
- نظام التّوزيع المحدّد المستخدم: الوقت ودرجات الحرارة المتوقّعة (والحالة الأسوأ)
- المتطلّبات التنظيميّة
- التركيبة المحدّدة لمكوّنات ومواد التغليف المستعملة
- الخ

في تحديد حاوية الشحن المعزولة، الخاصّتين الأساسيّتين للمادة ستكونان صفات العزل المميزة للمادة المعروفة باسم «قيمة ك» وسمك المادة.هاتان الخاصّتان تحدّدان معظم وظائف العنصر الأساسي.يجب على المرء أن يحاول السّيطرة على الحرارة الكامنة لأيّ حاوية شحن معزولة عندما تستعمل، كما أنّ هذا سيؤثّر على الأداء العام للمكوّن عند دمجه في نظام (نظام مغلق مع المبرّد والمنتج).
إنّه من الحكمة (و إلزامي في بعض الأحيان) أن يكون هناك تحقّق رسمي من أداء حاوية الشحن المعزولة.معمل اختبار الشحنة قد يتضمّن الجمعية الأمريكية لاختبار المواد D3103-07، طريقة الاختبار القياسيّة لأداء العزل الحراري للشحنات، دليل ISTA))الرابطة الدولية للمرور الآمن 5B: دليل المحاكاة المركّز لاختبار الأداء الحراري لنقل الشحنات المسيطر على حرارتها، وغيرها. بالإضافة إلى ذلك، التحقق من الأداء الميداني مفيد جدّاً.
هناك حاجة في أغلب الأحيان لأخصّائيّين في تصميم واختبار تغليف المنتجات الحساسة لدرجات الحرارة.
هؤلاء قد يكونون مستشارين، مختبرات مستقلّة، جامعات، أو باعة محترمين.

## روابط ومصادر خارجية
- «إدارة السلسلة الباردة»،2003,2006,111
- برودي، أ.ل.ومارش، ك.س. «موسوعة تكنولوجيا التغليف»، جون وايلي وأولاده،1997، ISBN 0-471-06397-5
- لوكهارت، ه.و باين، ف.أ. «تغليف الأدوية ومنتجات الرعاية الصحية»،2006، بلاكي، ISBN 0-7514-0167-6